# Max-Planck-Institut für Chemische Energiekonversion
Das Max-Planck-Institut für Chemische Energiekonversion (abgekürzt MPI CEC) in Mülheim an der Ruhr ist eine Forschungseinrichtung der Max-Planck-Gesellschaft.

## Forschung
Das MPI für Chemische Energiekonversion beschäftigt sich mit grundlegenden chemischen Prozessen, die bei der Speicherung und Umwandlung von Energie eine Rolle spielen. Ziel ist es, Energie aus erneuerbaren Ressourcen wie Sonne und Wind so zu speichern, dass die zeit- und ortsunabhängig genutzt werden kann.

## Abteilungen
- Anorganische Spektroskopie (Direktorin: Serena DeBeer)
- Elektrosynthese (Direktor: Siegfried R. Waldvogel)[1]
- Molekulare Katalyse (Direktor: Walter Leitner)

## Geschichte
Das Institut ging hervor aus einer 1958 geschaffenen selbständigen Abteilung für Strahlenchemie am MPI für Kohlenforschung. Gründungsdirektor dieser Abteilung war der von der Universität Göttingen kommende Chemiker Günther Otto Schenck, akademischer Schüler des damaligen Institutsleiters Karl Ziegler. 1973 wurde die Abteilung in „Institut für Strahlenchemie im MPI für Kohlenforschung“ umbenannt; 1981 erhielt die seit 1970 von dem Chemiker 
Oskar E. Polansky geleitete Abteilung den Status eines eigenständigen Max-Planck Instituts (Max-Planck-Institut für Strahlenchemie). Nach der Berufung des Bochumer Chemikers Karl Wieghardt begann eine Neuausrichtung der Forschung. Von 2003 bis 2012 hieß das Institut Max-Planck-Institut für bioanorganische Chemie. 2012 wurde es umbenannt, umstrukturiert und trägt nunmehr den Namen Max-Planck-Institut für Chemische Energiekonversion.
Emeritierte Direktoren am Institut sind:
- Wolfgang Lubitz, Abteilung Biophysikalische Chemie
- Robert Schlögl, Heterogene Reaktionen

Koordinaten: 51° 25′ 4″ N, 6° 53′ 13″ O